# 普天青年站
普天青年站（韓語：보천청년역）是朝鮮民主主義人民共和國两江道普天郡佳山里的一個鐵路車站，属于三池渊线和普天线。

## 邻近车站
三池渊线
樺田站 - 普天青年站 - 胞胎站
普天线（废止）
佳林站 - 普天站